# Rheumaptera stygiata
Rheumaptera stygiata là một loài bướm đêm trong họ Geometridae.